# 反応有機化学
反応有機化学（はんのうゆうきかがく）とは、有機化合物の反応とその過程(有機反応)を研究する学問である。不斉合成の研究で有名な野依良治、カップリング反応で有名な鈴木章、根岸英一がこの領域で成功した著名人である。